# Nick McBride
Nicholas "Nick" McBride (ur. 12 lutego 1991 w Melbourne) – australijski kierowca wyścigowy.

## Kariera

### Formuła Ford
McBride rozpoczął karierę w wyścigach samochodowych w roku 2009, od startów w Australijskiej Formule Ford. Dorobek 19 punktów pozwolił mu zająć 16 pozycję w klasyfikacji generalnej. Rok później w tej samej serii wystartował tylko gościnnie. W 2011 roku Nick przeniósł się do brytyjskiej edycji Formuły Ford. Tam też dwunastokrotnie stawał na podium, w tym raz na jego najwyższym stopniu. Uzbierane 507 punktów sklasyfikowało go na trzecim miejscu w klasyfikacji końcowej. W tym samym roku wystartował jeszcze gościnnie w Europejskim Pucharze Formuły Ford, Formule Ford Benelux oraz w Festiwalu Formuły Ford. W klasie Duratec zajął w Festiwalu trzecią pozycję.

### Formuła Renault 2.0
Oprócz startów w Formule Ford McBride startował w 2011 roku również w Finałowej Serii Brytyjskiej Formuły Renault. Z dorobkiem 79 punktów został sklasyfikowany na 6 pozycji w klasyfikacji generalnej.

### Formuła 3
Na sezon 2012 Australijczyk podpisał kontrakt z fińską ekipą ThreeBond with T-Sport na starty w Międzynarodowej Serii Brytyjskiej Formuły 3 oraz Europejskiej Formule 3. Jedynie w edycji brytyjskiej był klasyfikowany - zajął tam 10 miejsce. Rok później przeniósł się do australijskiej edycji Formuły 3.

### V8 Supercars
W sezonie 2013 McBride dołączył do stawki V8 Develompent Championship Series z ekipą Tony DAlberto Racing. Z dorobkiem 785 punktów został sklasyfikowany na szesnastej pozycji w końcowej klasyfikacji kierowców.

## Statystyki
| Sezon | Seria                                              | Zespół                      | Wyścigi | Zwycięstwa | PP | NO | Podium | Punkty | Pozycja |
| ----- | -------------------------------------------------- | --------------------------- | ------- | ---------- | -- | -- | ------ | ------ | ------- |
| 2009  | Australijska Formuła Ford                          | Marshall & Dent Lawyers     | 23      | 0          | 0  | 0  | 0      | 19     | 16      |
| 2010  | Australijska Formuła Ford                          | Marshall & Dent Lawyers     | 4       | 0          | 0  | 0  | 0      | 0      | NS      |
| 2011  | Brytyjska Formuła Ford                             | Jamun Racing                | 24      | 1          | 1  | 3  | 12     | 507    | 3       |
| 2011  | Europejski Puchar Formuły Ford                     | Jamun Racing                | 11      | 0          | 1  | 1  | 5      | 0      | NS†     |
| 2011  | Formuła Ford Duratec Benelux                       | Jamun Racing                | 3       | 2          | 0  | 0  | 2      | 0      | NS†     |
| 2011  | Festiwal Formuły Ford - Duratec - Pre finals       |                             | 3       | 1          | 0  | 2  | 2      | 0      | NS†     |
| 2011  | Festiwal Formuły Ford - Duratec                    |                             | 1       | 0          | 0  | 0  | 0      | N/A    | 3       |
| 2011  | Finałowa Seria Brytyjskiej Formuły Renault         | Manor Competition           | 6       | 0          | 0  | 0  | 0      | 79     | 6       |
| 2012  | Brytyjska Formuła 3 - Międzynarodowa Seria         | ThreeBond with T-Sport      | 28      | 0          | 0  | 0  | 1      | 85     | 10      |
| 2012  | Europejska Formuła 3                               | ThreeBond with T-Sport      | 6       | 0          | 0  | 0  | 0      | 0      | NS†     |
| 2012  | Australian GT Championship - GT Challenge class    | JJA Consulting Group        |         |            |    |    |        | 20     | 9       |
| 2013  | Dunlop V8 Supercars Series                         | Tony DAlberto Racing        | 18      | 0          | 0  | 0  | 0      | 785    | 16      |
| 2013  | Australijska Formuła 3                             | Astuti Motorsport           | 2       | 0          | 0  | 0  | 0      | 5,5    | 16      |
| 2013  | BNT V8 SuperTourer Series                          | Eddie Bell Racing           | 3       | 0          | 0  | 0  | 0      | 277    | 40      |
| 2013  | V8 SuperTourers New Zealand Endurance Championship | Eddie Bell Racing           |         |            |    |    |        | 277    | 24      |
| 2014  | Australijski Puchar Porsche Carrera                | Sonic Motor Racing Services | 21      | 0          | 0  | 0  | 1      | 489    | 9       |

† – McBride nie był zaliczany do klasyfikacji generalnej.